# Pardavi Márta
Pardavi Márta (1974–) magyar jogász, emberi jogi aktivista, a Magyar Helsinki Bizottság társelnöke.

## Életútja
Apja, Pardavi Ferenc villamosmérnök, anyja, Pardavi-Horváth Márta (1940–) fizikus. Ötödikes volt, amikor családjával az Egyesült Államokba költözött, és két és fél évig az Ohio állambeli Columbusban tanult. 1988 nyarán tért haza. Középiskolai tanulmányait az ELTE Trefort Ágoston Gimnáziumában végezte. 1998-ban diplomázott az ELTE Állam- és Jogtudományi Karán. Szakdolgozatát A kormányzati információk megismerésének szabadsága címen írta.
Harmadéves egyetemistaként csatlakozott a Magyar Helsinki Bizottsághoz, amikor a kistarcsai idegenrendészeti tábor emberi jogi tényfeltáró vizsgálata folyt. Az egyetem befejezése után itt kezdte el jogi pályafutását. A szervezetnek 2007 óta a társelnöke. 2003 és 2010 között a Menekültek és Száműzöttek Európai Tanácsa (European Council on Refugees and Exiles, ECRE) nevű európai civil szervezet elnökségi tagja, majd alelnöke volt.
2019-ben a Politico 28 Class of 2019 tagjává választották.

## Díjai, elismerései
- Emberi Jogokért Emlékplakett (2007)
- William D. Zabel Human Rights Award (2018)[6]
- Civil Rights Defender’s Civil Rights Defenders of the Year (2019)[6]